# Cuvier (Jura)
Cuvier település Franciaországban, Jura megyében. Lakosainak száma 274 fő (2022. január 1.). Cuvier Boujailles, Courvières, Censeau és Esserval-Tartre községekkel határos.

## Népesség
A település népességének változása:
| Lakosok száma | 203  | 201  | 201  | 209  | 236  | 253  | 262  | 270  | 274  | 274  |
|               | 1968 | 1982 | 1990 | 2006 | 2013 | 2015 | 2017 | 2019 | 2020 | 2022 |